# 全俄电力机车研究与设计院
全俄电力机车研究与设计院（俄语：Всероссийский научно-исследовательский и проектно-конструкторский институт электровозостроения，简称，拉丁转写）位于俄罗斯罗斯托夫州新切爾卡斯克，是俄罗斯的一家专门电力机车开发研究的机构，也是俄罗斯运输机械控股集团旗下的分支机构之一，于1963年成立，在苏联时代称为全苏电力机车研究与设计院（Всесоюзный научно-исследовательский и проектно-конструкторский институт электровозостроения），与诺沃切尔卡斯克电力机车厂紧密合作，研制了一系列电力机车；此外，该机构也对各型电力机车进行实验认证工作。